# Ostprovinz (Sri Lanka)
Koordinaten: 8° 35′ N, 81° 13′ O
Die Ostprovinz (Tamil: கிழக்கு மாகாணம் Kiḻakku Mākāṇam [ˈkɨɭʌkːɯ ˈmaːɡaːɳʌm], Singhalesisch: නැගෙනහිර පළාත Nägenahira Paḷāta [ˈnæɡenəhirə paˈlaːt̪ə], Englisch: Eastern Province) ist eine der neun Provinzen Sri Lankas. Sie umfasst die Distrikte Trincomalee, Batticaloa und Ampara im Ostteil der Insel. Die Hauptstadt ist Trincomalee. Die Ostprovinz hat eine Fläche von 9996 km² und rund 1,5 Millionen Einwohner. Die Ostprovinz gehörte zu den von 1983 bis 2009 vom Bürgerkrieg in Sri Lanka betroffenen Gebieten.

## Geschichte
Das Gebiet war von 1988 bis 2006 mit der Nordprovinz zusammen als eine Provinz (Nordostprovinz) vereinigt. Sie wird von den Tamilen für den Staat Tamil Eelam beansprucht. Weite Teile des Gebietes waren bis 2007 unter der Kontrolle der LTTE.
2004 war die Küstenregion des Gebiets von dem Tsunami stark betroffen und die Region hatte viele Tote zu beklagen. Viele Menschen verloren dabei ihre Häuser und Wohnungen, danach folgten noch weitere Schäden durch den Bürgerkrieg, sodass dieses Gebiet momentan wiederaufgebaut wird.

## Distrikte
Die Ostprovinz ist in die folgenden drei Distrikte aufgeteilt:
| Distrikt    | Verwaltungssitz | Fläche    | Einwohner (2012) | Bev.- dichte |
| ----------- | --------------- | --------- | ---------------- | ------------ |
| Ampara      | Ampara          | 4.415 km² | 645.825          | 153 Ew./km²  |
| Batticaloa  | Batticaloa      | 2.854 km² | 525.186          | 201 Ew./km²  |
| Trincomalee | Trincomalee     | 2.727 km² | 376.366          | 149 Ew./km²  |

## Bevölkerung

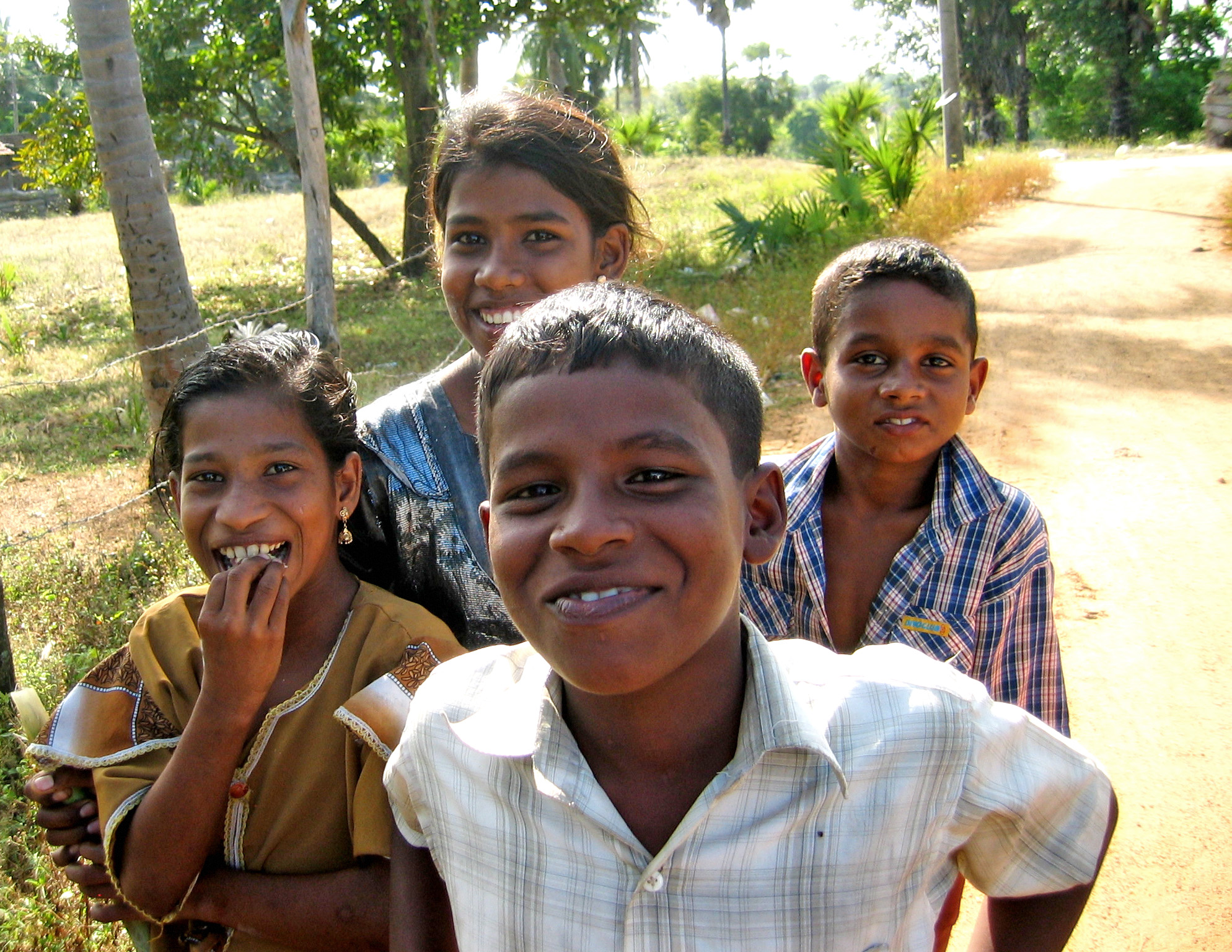
Kinder bei Arugam Bay im Süden der Ostprovinz

Nach der Volkszählung 2012 hat die Ostprovinz 1.547.377 Einwohner. Die Bevölkerungsdichte liegt mit 165 Einwohnern pro Quadratkilometer deutlich unter dem Durchschnitt Sri Lankas (323 Einwohner pro Quadratkilometer).
Die Ostprovinz ist die ethnisch am stärksten gemischte Provinz Sri Lankas. Nach der Volkszählung 2012 sind 39,8 Prozent der Bevölkerung der Ostprovinz Tamilen (davon 39,3 Prozent Sri-Lanka-Tamilen und 0,5 Prozent indische Tamilen), 36,7 Prozent Moors (tamilischsprachige Muslime) und 23,1 Prozent Singhalesen. Gleichzeitig sind die Ethnien aber stark segregiert. Während das Binnenland fast rein singhalesisch besiedelt ist, dominieren in den Küstengebieten Tamilen und Muslime. Dabei sind tamilische und muslimische Siedlungsgebiete kleinräumig voneinander abgegrenzt, sodass sich entlang des Küstenstreifens ethnisch homogene tamilische und muslimische Gebiete abwechseln.
Die ethnische Aufteilung der Ostprovinz spiegelt sich auch in den religiösen Verhältnissen wider, da die Tamilen überwiegend Hindus, die Moors ausschließlich Muslime und die Singhalesen überwiegend Buddhisten sind. Daneben gibt es sowohl unter den Tamilen als auch unter den Singhalesen eine kleinere christliche Minderheit. Nach der Volkszählung 2012 sind 37,1 Prozent der Einwohner der Ostprovinz Muslime, 34,8 Prozent Hindus, 22,9 Prozent Buddhisten und 5,2 Prozent Christen (davon 3,0 Prozent Katholiken und 2,2 Prozent andere Christen).